# Rancho Spahn
El Rancho Spahn (también conocido como Spahn Movie Ranch) era una extensión de 500 acres (2 km²) en el Condado de Los Ángeles, California, utilizado para filmar películas del Oeste y programas televisivos. Con terreno montañoso, y escenografía imitando un pueblo del oeste, era un sitio de filmación muy versátil. Ya no se usa y la entrada al rancho histórico estuvo en el 12000 Santa Susana Pass Road de Simi Hills y Sierra de Santa Susana por encima de Chatsworth, California. Ahora es parte del Parque Histórico Estatal de Santa Susana. El rancho es conocido por haber sido la residencia de Charles Manson y sus seguidores, «La Familia Manson» a finales de los años 60.

## Películas
El rancho tomó su nombre del granjero George Spahn, quien adquirió la propiedad en 1948. El actor William S. Hart había poseído el rancho con anterioridad a Spahn. Muchos westerns y capítulos de series televisivas fueron filmados en el rancho, incluyendo Duelo al Sol (1946) y episodios televisivos de Bonanza, El Llanero Solitario, y El Zorro. También para la película de serie B The Creeping Terror.

## Fuego, muerte, e incorporación a un parque estatal
Un incendio forestal destruyó todos los decorados del Spahn y las estructuras residenciales en 1970. George Spahn murió en 1974, y está enterrado en Eternal Valley Memorial Park en la cercana Newhall.
El Spahn es ahora parte del Parque Histórico Estatal de Santa Susana. Muchos caminos de senderismo dan acceso a la zona de belleza natural y con vistas y panorámicas al Valle de San Fernando.

## En la cultura popular
El rancho Spahn es retratado en Once Upon a Time in Hollywood (2019), la película  escrita y dirigida por Quentin Tarantino ambientada en 1969. Las escenas no fueron filmadas en el propio rancho sino en el cercano Corriganville Park en Simi Valley. George Spahn fue interpretado por Bruce Dern.